# Chargenrückverfolgung
Die Chargenrückverfolgung ermöglicht, dass Produkte oder Produktionschargen, im technischen Bereich insbesondere Werkstoffe, über die gesamte oder abschnittsweise rekonstruierbare Lieferkette auf den Erzeuger, auf Inhaltsstoffe oder besondere Herstellprozess- und Produktmerkmale zurückgeführt werden können (Upstream Tracing). Die Chargenrückverfolgung erlaubt auch dem Hersteller oder Inverkehrbringer die Rückrufaktion von Produkten im Falle erkannter Qualitätsmängel, um z. B. Schäden und möglichen Ansprüchen aus der Produkthaftung vorzubeugen (Downstream Tracing). Die Chargenrückverfolgung hat in der Lieferkette der Lebensmittelwirtschaft, des Arzneimittelhandels sowie im Automobil-, Bahn- und Flugzeugbau besondere Bedeutung.

## Chargenrückverfolgung in der Lebensmittelwirtschaft
Grundlage für diese Maßnahme ist die EU-Verordnung 178/02 und hier insbesondere die Artikel 18 und 19, die die Notwendigkeit beschreiben, dass jeder in einer Lieferkette befindliche Teil der Lieferkette dafür verantwortlich ist nachzuweisen, von wem er seine Waren bezogen und an wen er seine Waren geliefert hat.
Diese Verordnung wurde 2005 konkretisiert und im nationalen Recht durch das LFGB (Lebens- und Futtermittelgesetzbuch) ergänzt.
Die Rückverfolgung kann im Wesentlichen durch zwei Methoden sichergestellt werden:
1. dezentral – durch Einsatz eines Warenwirtschaftssystems bzw. ERP-Systems
2. zentral – durch Einsatz einer zentralen Rückverfolgungsdatenbank

Es ist sinnvoll, die zweite Lösung mit der ersten zu kombinieren, um sowohl die interne als auch die externe Lieferkette im Griff zu haben und Aussagen zum Status der Ware schnell und effizient abgeben zu können.
Also vom Bauern bis zum Einzelhandel oder: „from the pork to the fork“!

## Chargenrückverfolgung z.B. im Automobil- und Flugzeugbau
Die Chargenrückverfolgung wird von Automobil- und Flugzeugherstellern sowie anderen Branchen auf der Grundlage von Qualitätsvereinbarungen mit Lieferanten, der DIN EN 10204 (Prüfbescheinigungen für metallische Werkstoffe) sowie im Zusammenhang mit der IATF 16949, der DIN EN 9100 und IRIS (Bahnstandard) gefordert.